# 라쇼몽 (1950년 영화)
《라쇼몽》(羅生門, 영어: Rashomon)은 1950년 일본에서 흑백으로 제작된 범죄 미스테리 영화이다. 구로사와 아키라 감독의 작품이며, 미후네 도시로, 모리 마사유키, 쿄 마치코, 그리고 시무라 다카시 등이 출연했다. 구로사와 아키라의 대표작 중 하나로서 세계 고전 명작으로 손꼽히는 작품이다. 1951년 베네치아 국제 영화제, 최고 영예인 황금사자상 수상작이기도 하다.

## 줄거리
헤이안 시대, 헤이안쿄 지방(지금의 교토 지방)의 폐허가 된 라조몬에서, 폭우가 그치기를 기다리는 세 남자가 대화를 나눈다. 세 남자 중 한 사람은 나무꾼으로서 사흘 전에 산 속으로 나무를 하러 갔다가 한 사무라이의 시체를 발견한 뒤 관청에 신고를 한 바 있다. 세 남자 중 다른 한 사람은 승려로서 역시 같은 날에 그 사무라이와 사무라이의 아내가 지나가는 것을 목격한 바 있다. 세 남자 중 또 다른 한 사람은 두 명의 목격자로부터 이 사건에 대한 이야기를 전해 듣는다.
때는 이날 오전으로 넘어간다. 관청에서 이들이 차례대로 진술을 한다. 사무라이를 살해한 용의자로 지목된 어느 한 산적과 사건 현장에 함께 있었던 사무라이의 아내도 진술을 한다. 하지만 이들의 진술 내용이 모두 제각각이다. 결국에는 무당을 통해 죽은 사무라이의 영혼을 불러와 그의 진술도 듣게 된다. 하지만 역시 일치하는 진술이 없다. 사건은 점점 미궁으로 빠져든다.

## 출연진
| 배우            | 배역                    |
| --------------- | ----------------------- |
| 미후네 도시로   | 다조마루, 산적          |
| 모리 마사유키   | 다케히로, 사무라이      |
| 교 마치코       | 마사코, 사무라이의 아내 |
| 시무라 다카시   | 나무꾼                  |
| 우에다 기치지로 | 이야기를 들어 주는 남자 |
| 지아키 미노루   | 스님                    |
| 혼마 후미코     | 무당                    |
| 가토 다이스케   | 다조마루를 잡아 온 남자 |

## 제작
소설가 아쿠타가와 류노스케가 쓴 두 편의 단편 소설, 1915년작 〈라쇼몬〉(羅生門; Rashômon)과 1922년작 〈덤불 속〉(藪の中; In a Grove)을 원작으로 하여 구로사와 아키라와 하시모토 시노부가 공동 작업으로 영화 각본을 완성하였다. 영화 속 배경이 되는 건축물 라쇼몽과 영화 제목 등은 단편 〈라쇼몽〉에서 가져왔으나, 전체 이야기 뼈대는 단편 〈덤불 속〉에서 가져왔다. 즉, 영화 《라쇼몽》은 두 단편 소설을 적절히 조합한 뒤 새롭게 만든, 순수 창작물에 가깝다고 할 수 있다.
각본은 완성됐지만 이 영화를 제작할 영화사를 바로 찾진 못했다. 시나리오가 너무 짧기도 하거니와 똑같은 이야기가 4번이나 반복되니 영화사들 입장에선 쉽게 받아들이지 않은 것이다. 또한 당시 구로사와가 몸담고 있던 전속 영화사 도호는 1949년부터 51년까지 파업을 했기 때문에 제작 자체가 불가능했다. 다행히 다이에이 영화사에서 초저예산으로 제작할 수 있었고, 숲 속에서 한 달 만에 촬영을 끝냈다.

## 주제
사건의 진실이 과연 무엇인지를 밝히는 데에 초점을 맞추기보다 각 인물마다 왜 진술이 모두 다른지 그 이유에 초점을 맞췄다. 진실은 하나일지라도 얼마든지 사람마다 그것을 보고 듣고 느끼고 해석하는 데에 차이가 생길 수 있다는 세상의 원리를 이야기함과 동시에 특히 사람의 이기심이 진실을 왜곡하게 만든다고 꼬집는다.
한편 이 영화의 주제는 당시 제2차 세계 대전에서 패한 일본 제국의 허망한 제국주의를 비판한 알레고리, 원자폭탄과 패망에 대한 실존주의적 알레고리로 해석되기도 한다.

## 특징 및 영향
입체적인 플래시백을 통해 하나의 사건을 여러 가지의 시각으로 재현하는 방식은 이 영화의 가장 큰 특징이다. 이 기법은 거짓된 플래시백으로 관객들에게 진실의 실체를 가리고, 또 변형하여 전달하는 효과를 지니기도 한다. 이러한 특징은 후대 영화인들에게 커다란 영향을 끼쳤다.
한편으론 이와 같은 기법을 '라쇼몽 효과(Rashomon Effect)', 또는 '라쇼몽 기법'이라고 한다. 그리고 이것이 현실에서 적용될 때는 "라쇼몽 현상"이라 표현하기도 한다. 이 용어들은 철학, 해석학, 심리학 등의 학문에서도 종종 사용되는데, 기억의 주관성에 관한 이론으로 정의된다.

## 평가
이 영화는 플롯의 혁신과 이야기의 철학적 주제 외에 촬영과 음악에서도 높은 평가를 받았다. 미야가와 가즈오(宮川一夫)가 맡은 촬영의 경우 깊은 숲속까지 카메라 트래킹이 역동적으로 시도된 점과 폭우와 부서진 라쇼몽에 대한 미장센, 그리고 빛의 조화 등 영화의 기술적인 부분 또한 좋은 평가를 얻었다. 하야사카 후미오가 맡은 영화 음악의 경우 모리스 라벨의 관현악곡 "볼레로 (Boléro)"를 응용하여 도입한 점이 큰 효과를 보았다.
이 영화는 이탈리아 베네치아 국제 영화제에서 황금사자상을 수상하며 전 세계에 처음으로 일본 영화의 우수성을 널리 알린 작품으로 거론된다. 또한 다른 일본 영화 감독들도 국제 영화제에서 연달아 수상을 하게끔 기폭제 역할을 한 작품이기도 하다. 그만큼 이 영화로 인해 서구 세계의 사람들이 일본이란 나라의 영화를 주목하게 된 것이다.

## 수상 내역
| 연도 | 주최국   | 주관                             | 수상 부문                       | 주석   |
| ---- | -------- | -------------------------------- | ------------------------------- | ------ |
| 1952 | 미국     | 아카데미상(Academy Award)        | 국제영화상                      | [ 29 ] |
| 1951 | 미국     | 전미 비평가 위원회 상(NBR Award) | 감독상 & 외국어영화상           | [ 30 ] |
| 1951 | 이탈리아 | 베네치아 국제 영화제             | 황금사자상 & 이탈리아 비평가 상 | [ 31 ] |

## 최고의 영화 선정 리스트
| 연도 | 주최국 | 주관                                                                           | 선정 내용                                                                      | 순위      | 주석                 |
| ---- | ------ | ------------------------------------------------------------------------------ | ------------------------------------------------------------------------------ | --------- | -------------------- |
| 2009 | 일본   | 《키네마 준보》 창간 90주년 기념                                               | 역대 최고의 일본 영화 10선 (日本映画 オールタイム・ベスト・テン)               | 7위       | [ 32 ]               |
| 2008 | 영국   | 《엠파이어》                                                                   | 역대 가장 위대한 영화 500선                                                    | 290위     | [ 33 ]               |
| 2003 | 영국   | 《죽기 전에 꼭 봐야 할 영화 1001편》 (1001 Movies You Must See Before You Die) | 《죽기 전에 꼭 봐야 할 영화 1001편》 (1001 Movies You Must See Before You Die) | 순위 없음 | [ 34 ]               |
| 2002 | 영국   | 《사이트 앤 사운드》(Sight & Sound) 감독 추천                                  | 역대 최고 영화 10선                                                            | 9위       | [ 35 ] [ 36 ]        |
| 2002 | 독일   | 《니콜라우스 슈뢰더의 잊지 못할 명작 영화 50》 (50 Klassiker, Film)            | 《니콜라우스 슈뢰더의 잊지 못할 명작 영화 50》 (50 Klassiker, Film)            | 순위 없음 | [ 37 ]               |
| 1994 | 한국   | 《한겨레 신문》                                                                | 영화 100년, 영화 100편                                                         | 순위 없음 | [ 38 ] [ 39 ] [ 40 ] |
| 1992 | 영국   | 《사이트 앤 사운드》(Sight & Sound) 감독 추천                                  | 역대 최고 영화 10선                                                            | 10위      | [ 41 ]               |
| 1950 | 일본   | 《키네마 준보》(キネマ旬報, Kinema Junpo)                                      | 올해의 일본 영화 10선                                                          | 5위       |                      |

## DVD 출시

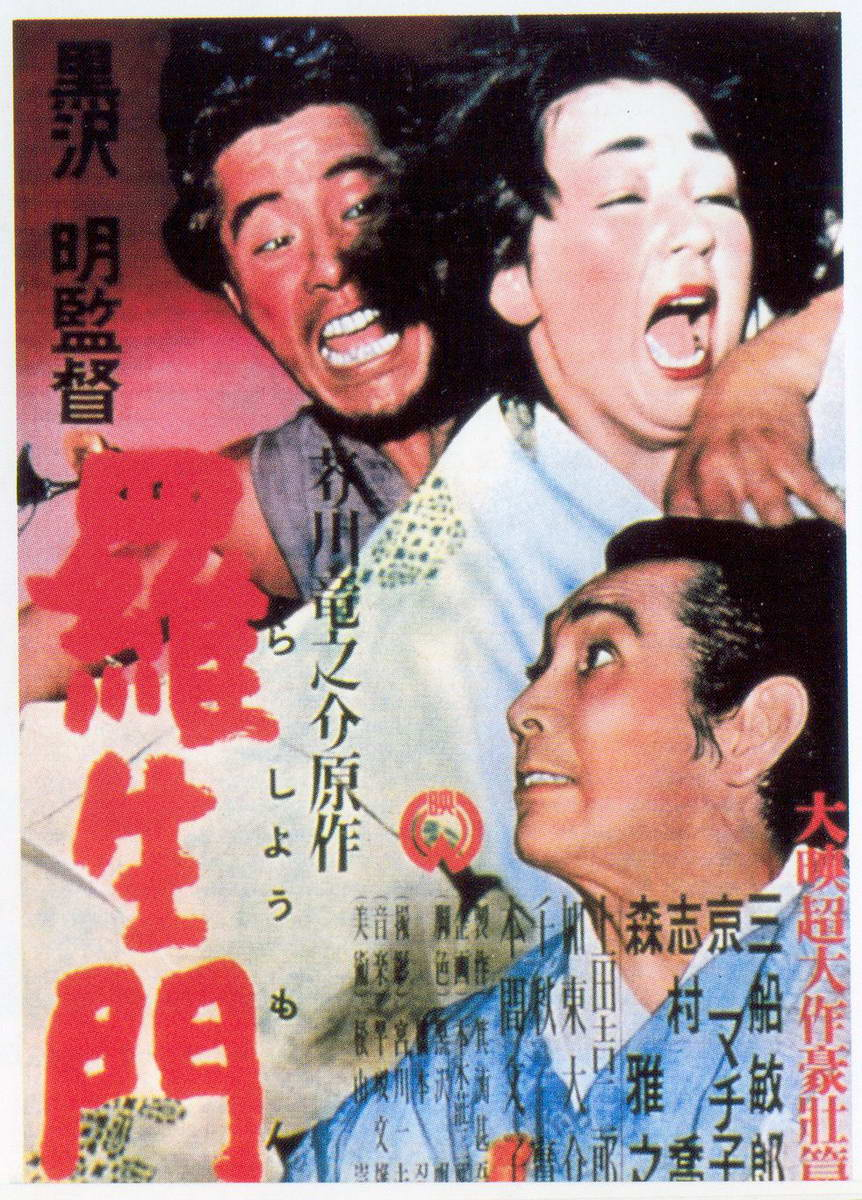
또 다른 일본 공식 포스터.

미국 크라이테리언 컬렉션(The Criterion Collection)에서 2002년 3월, 많은 부가 자료를 수록하여 DVD 출시를 했다. 일본에서는 파이오니아(パイオニア)에서 2002년 9월에 출시하였고, 대한민국에서는 ㈜오아시스와 ㈜플레이스테이션 월드 코리아, 두 회사가 2004년 9월, 같은 시기에 출시를 했다.

## 리메이크
영화《라쇼몽》은 후대에 여러 차례 리메이크되었다.
- 2011년 《At the gate of the ghost》(태국)
- 1996년 《미스티》(Misty)[44]
- 1991년 《아이언 메이즈》(Iron Maze)[45]
- 1964년 《아웃레이지》(The Outrage)[46][47]

위의 세 편 외에도 1960년 미국에서, 1961년 영국에서, 각각 TV용 영화로 만들어진 바 있다.
연극과 뮤지컬로도 만들어져 세계 각국에서 인기리에 공연되고 있다. 뮤지컬은 《씨 왓 아이 워너 씨》(See What I Wanna See; 내가 보고 싶은 것만 본다)라는 제목으로 미국에서 만들어졌으며, 2005년 뉴욕 오프 브로드웨이에서 초연했다. 대한민국에 수입 및 번안된 연극은 영화 제목과는 다른, 《나생문》이라는 제목으로 제작되었다.

## 같이 보기
- 기승전결
- 역대 최고의 영화 목록
- 믿을 수 없는 화자